# Let the Bad Times Roll (singolo)
Let the Bad Times Roll è un singolo del gruppo musicale statunitense The Offspring, pubblicato nel 2021 come singolo solo promozionale negli Stati Uniti e successivamente come singolo vero e proprio nel resto del mondo.
Il brano è contenuto nel loro decimo album in studio omonimo.

## Videoclip
È stato girato anche un video per questa canzone, dove si vede la band esibirsi alternata alle immagini di 4 ragazzi, alle prese con la difficile permanenza all'interno delle mura domestiche per via della pandemia di COVID-19.

## Tracce
- Download digitale

1. Let the Bad Times Roll – 3:18

## Formazione
- Dexter Holland - voce, chitarra, basso
- Noodles - chitarra, cori
- Josh Freese - batteria